# Rungwecebus kipunji
O kipunji (Rungwecebus kipunji) é uma espécie de  macaco que vive nas florestas do sul da Tanzânia,  restrito ao Parque Nacional do Kitulo, tendo entre 85 e 90cm de comprimento, pesando entre 10 e 16 kg. Ele é onívoro e foi descoberto em 2003. Está em perigo crítico de extinção pela destruição do seu habitat natural e a caça predatória, seus únicos naturais predadores são a Águia coroada e o Leopardo.